# Comté de Dorchester (Maryland)
Pour les articles homonymes, voir Comté de Dorchester.
Le comté de Dorchester (anglais : Dorchester County) est un comté situé dans le sud-est de l'État du Maryland aux États-Unis. Le siège du comté est à Cambridge. Selon le recensement de 2020, sa population est de 32 531 habitants.

## Géographie
Le comté a une superficie de 2 546 km2, dont 1 444 km2 de terres. Celles-ci sont menacées par la montée des eaux marines. En 2024, le Maryland Geological Survey estime que plus de la moitié de leur surface aura disparu avant la lin du XXIe siècle.

### Comtés adjacents
- Comté de Caroline (nord)
- Comté de Sussex, Delaware (nord-est)
- Comté de Wicomico (est)
- Comté de Somerset (sud-est)
- Comté de Talbot (nord-ouest)